# Oque del Rei
Oque del Rei (dt.: „Der des Königs“, auch: Oke-del-Rei) ist einer der nördlichen Teilorte der Hauptstadt São Tomé auf der Insel São Tomé im Inselstaat São Tomé und Príncipe. 2012 wurden 3.465 Einwohner gezählt.

## Geographie
Der Teilort liegt oberhalb der Baía Ana Chaves an der Ausfallstraße nach Santo Amaro im Nordwesten. In der Nähe liegt der Badestrand Baza do Ana Chaves und das Hospital Ayres de Menezes (Hospital Central De São Tomé).
Der Ort ist bekannt für seinen Fußballclub Clube Desportivo de Oque del Rei.